# Робер Мерл
Робер Мерл (на френски: Robert Merle) е френски писател, особено известен с фантастичните и историческите си сюжети, и драматург.

## Биография и творчество
Носител на престижния приз „Гонкур“ за романа си „Уикенд в Зюидкот“. Превеждан многократно на български („Величието на Франция“, „Мадрапур“ и др.)

### Отделни романи
- Week-end à Zuydcoote („Уикенд в Зюидкот“), 1949
- La Mort est mon métier („Смъртта е моят занаят“), 1952;
- L'Île („Островът“), 1962;
- Un animal doué de raison („Животно, надарено с разум“), 1967;
- Derrière la vitre, 1970;
- Malevil („Малвил“), 1972;
- Les Hommes protégés („Добре охранявани мъже“), 1974;
- Madrapour („Мадрапур“), 1976;
- Le Jour ne se lève pas pour nous („Денят не съмва за нас“), 1986;
- L'Idole („Идолът“), 1987;
- Le Propre de l'Homme, 1989.

### Поредица „Величието на Франция“
- Fortune de France („Величието на Франция“), 1977
- En nos vertes années, 1979
- Paris ma bonne ville, 1980
- Le Prince que voilà, 1982
- La Violente Amour, 1983
- La Pique du jour, 1985
- La Volte des vertugadins, 1991
- L'Enfant-Roi, 1993
- Les Roses de la vie, 1995
- Le Lys et la pourpre, 1997
- La Gloire et les périls, 1999
- Complots et cabales, 2001
- Le Glaive et les amours, 2004

### Други произведения
- Oscar Wilde ou la „destinée“ de l'homosexuel, 1955
- Moncada, premier combat de Fidel Castro, 1965
- Oscar Wilde, 1984
- Ahmed Ben Bella, 1985